# Condate retrahens
Condate retrahens är en fjärilsart som beskrevs av Walker 1865. Condate retrahens ingår i släktet Condate och familjen nattflyn. Inga underarter finns listade i Catalogue of Life.